# Gueneria
Gueneria là một chi bướm đêm thuộc họ Geometridae.